# Сас (герб)
Сас (Драґ) — шляхетський герб, до якого належала більша частина руської (української) шляхти в Галичині (Червоній Русі). Країни — Молдавія, Угорське королівство, Королівство Польське, Велике князівство Литовське.

## Опис гербу
Герб Сас виступає в кількох відмінах, найважливіші з яких є такі:
Сас I: У блакитному полі — золотий півмісяць, обернений ріжками вгору, над ним, між двома золотими зірками — срібна стріла, скерована гострим кінцем угору. У нашоломнику — 7 павиних пер, простромлених срібною стрілою ліворуч.
Сас II (Сас-Комарницький): У червоному полі — золотий півмісяць, обернений ріжками вгору, над ним, між двома шестикутними золотими зірками — золота стріла, скерована гострим кінцем угору. В нашоломнику — 7 павиних пер, простромлених срібною стрілою ліворуч.
Герб виступає також у графському варіанті (графи Артеміви, Дідушицькі, Комарницькі, Уруські), з доданими ранґовими коронами, відмінами та щитотримачами.

## Походження
Герб прийшов з Угорщини. Найімовірніше, пов'язаний з лужанами, яких угорські королі у ХІІІ ст. розселили на теренах Мармарошу (Мармарощина, Марамуреш) з метою захисту від татар. З 1359 року їхні нащадки, представники роду Драґо-Сасів, з'явилися на землях Червоної Руси, та мали осади засновані переважно на волоському праві.
Слід волоського походження гербу зберігся в гербовій легенді (гербовник Каспера Несецького), яка виводить Сасів від волоського графа Ванчалуха (Ваньча Волошина), що у XV ст. отримав від польського короля обширні землеволодіння в околицях Турки.
Сас II (Сас-Комарницький) пов'язаний з волоськими родами (передусім, Драґо-Сасами) — серед кількасот родин, що користуються цим гербом, найбільше було переселенців із Молдови та Волощини, які ще в XIII (або навіть XII) ст. оселилися у Галицькому князівстві. Ті переселення були спробою створення щільної системи захисту перед татарськими набігами, а також впровадження нового типу скотарства на неосвоєних землях.
Перші відомості про герб Сас на північ від Карпат походять з 1253 р. 1262 року в Польщі зафіксовані Драгомирецькі гербу Сас, які походили з Русі. За твердженням польського історика Францішека Пекосінського, найдавніші згадки про герб Сас у Польщі походять з XV ст., а найдавніше збережене зображення на печатці — з 1462 р. Більшість родин — дрібна галицька шляхта.
Походження назви гербу не до кінця з'ясоване. Згідно з однією з теорій, ім'я Драґо-Сасів походить від імені воєводи Саса, сина Драґа (Драгоша), намісника короля Угорщини у Молдавії. Семигород, угорська територія, прикордонна з Молдовою, у ті часи була густо заселена «сасами» — саксонськими колоністами. Можливо, слово «Сас», яке спочатку було прізвиськом, а згодом стало назвою цілого роду, є відлунням родинних зв'язків волохів з лужицькими поселенцями.

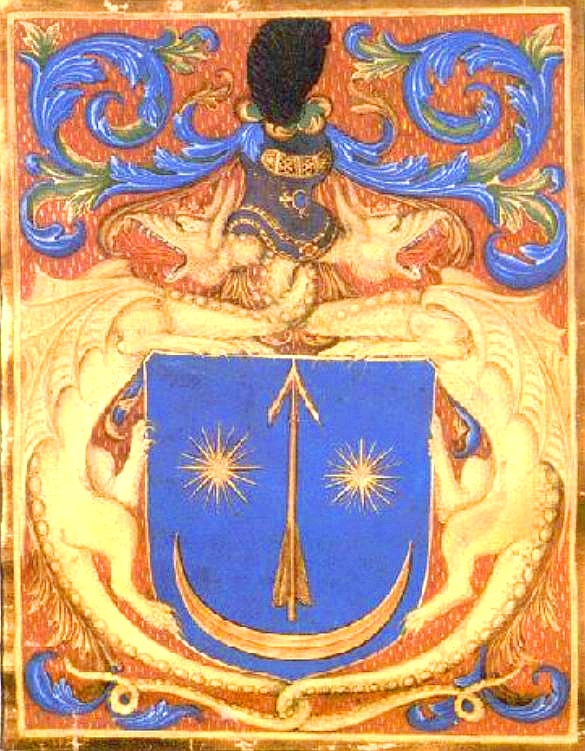
Герб Драгошовичів

Інша теорія спирається на польське неправильне прочитання слова угорського походження «шаш» (угорськ. sas), що в перекладі означає «орел». Румунські філологи виводять слово Сас, як похідну форму від імені Сава. Своєю чергою, drago означає дорогий, любий, безцінний. Польські історики, зокрема Виростек, чітко розрізняли назву гербу Сас і роду Драго-Сасів. Герб Сас серед науковців має і інші синонімічні назви — Драгфі в Угорщині, Драгошешти в Молдавії, Драг в Україні. І хоча корінний рід походить від давніх сасів, все ж таки за ним вкорінилась назва Драго-Сас після 1391 року, яка розшифровується як Драг син Саса, за його лицарські заслуги і вклад в захист Константинополя та віри східного обряду, що де-юре стало початком створення ряду помісних православних церков в Карпатах. Українці гербу Сас започаткували православні церкви в Закарпатті, Валахії, Трансільванії (тепер Румунія), Молдавії, Буковині, Покутті, Галичині. Зокрема, у Грамоті 1391 року Вселенського Патріарха Антонія IV виданій воєводі Драгу з замку Нелаб йшлося, серед іншого, і про право призначати Галицьких Митрополитів. Проти цього права ще довго боролись польські королі. Лицарі роду Драг-Сас виділялись тим, що будували, окрім фортець, добре укріплені кам'яні православні монастирі на своїх землях і навіть перші на Святій горі Афон, де зберігаються 5 тон досі не вивчених їх документів написаних староукраїнською мовою, та опікувались ними. Угорське походження назви пов'язують з історією міграцій волохів, за візантійською термінологією угро-влахів та русо-влахів. В Угорщині таким самим гербом від XV століття користується православна україномовна родина Dragffy з замку Нелаб, що мало би підтверджувати угорське походження гербу.

## Символіка

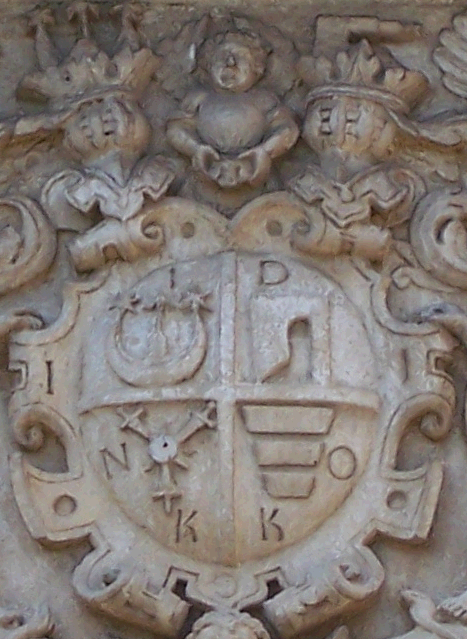
Герб Яна Сас Даниловича (1605). Гербовий картуш з Олеського замку

Шестикутна зірка/зірки, розташовані над півмісяцем, який лежить горизонтально - це перемога хрестоносців над сарацинами в боях за Єрусалим та Храм Гробу Господнього. Зірки-це символи Віфлеємської зірки.
Таке поєднання - розташування зірок над півмісяцем зустрічається у багатьох християнських гербах.
Півмісяць — походить від сарацинів, від яких його перейняли хрестоносці (вживали як символ надії, слави). Є також символом віри, вірності, успіху, сімейного щастя. У магічних обрядах символізує таємницю або срібло.
Зірка — зазвичай свідчить про прагнення до мети (згідно з засадою Per aspera ad astram). Є атрибутом волі, натхнення, амбітної мети. Шестикінечна зірка означає високі вчинки, надійного провідника.
Стріла — звичай її вживання також, можливо, походить з часів хрестових походів. Може означати когось, хто без вагання взяв участь у битві без огляду на те, якою буде її фінал, а також вміння бути напоготові, швидкість.
Блакитний колір — символізує вірність, постійність, чуйність, патріотизм, побожність, довіру.

## Родини, що використовують герб Сас
У Великому князівстві Литовському, Руському і Жемантійському та в Речі Посполитій герб Сас використовували понад 780 шляхетських родин Польщі, України та Білорусі.
Сас I:

Артеміви (графи), Александровичі, Арсеничі, Асламовичі,
Бадовські, Балицькі, Бандрівські (Бандровські), Баневичі, Баранецькі, Бацовські, Бачевські, Бачинські, Бійовські (Бейовські), Березовські (Березівські), Березницькі, Бернацькі, Бжеські, Берестянські (Бжесцянські), Білинські, Блажевичі, Блажівські, Бориславські, Боришківські, Бороди (Броди), Боярівські, Боярські, Братківські (Братковські), Бреські, Брилинські (Барилинські), Брілінги, Буховські, Бушинські,
Валахи, Васильківські (Васильковські), Василькевичі, Венгжини, Винницькі, Віслоцькі, Вітковські, Витвицькі (Вітвицькі), Вовчанські, Волковиські, Волковицькі (Волковецькі), Волосецькі, Волосянські, Волянські, Воритки, Вислобоцькі, Високинські, Височанські, Вишинські, Гнилецькі ,Ганилецькі, Гачинські, Гвоздецькі, Годориські, Голинські, Гординські, Городецькі, Горуцькі, Гошовські, Грабовецькі, Губицькі, Гугерницькі, Гусаківські, Гуснянські, Даниловичі, Дасевичі, Дверницькі, Дзендзелі, Дністрянські, Добрянські (Добжанські), Долинські,
Долінські, Дробницькі, Дрогомирецькі (Драгомирецькі), Дубаневичі, Дубравські, Дунаєвські, Душинські, Дідковські, Дідицькі (Дзєдзіцькі), Дідушицькі (Дзєдушицькі),
Єлічі,
Жабинські, Жейми, Желіборські, Желіски, Жеребецькі, Жесневські, Жесньовецькі, Жодкевичі, Жубри (Зубри), Жураковські (Жураківські), Журоші,
Завадські, Завіши, Заплатинські, Засуличі, Затварницькі, Зелінські, Зубрицькі
Ігнатовичі, Іжицькі, Ільницькі,
Камінські, Канофойські, Карчинські, Качківські (Качковські), Кендзерські, Клодницькі, Княгиницькі (Кнігиницькі), Кобилянські, Коблянські, Козловські, Колодницькі, Комарницькі, Коморовські, Корнічовські (Kornieszowski), Корчмажевські, Корналевські, Корнеловські, Корнішовські, Корончевські, Корчинські, Косинські, Костюки, Котецькі, Красівські (Красовські), Крехівські, Креховецькі, Кречковські, Криницькі, Кропивницькі, Крушельницькі, Кульчицькі, Кулачиньскі, Куницькі,
Лабиновичі, Лаврівські, Левандовські, Левицькі, Літинські, Ліщинські (Лещинські), Лодинські, Лонцькі, Лопушанські, Лукавецькі, Луцькі, Лучицькі,
Малитовські, Малковичі (Малькевичі, Малкевичі), Манастирські, Маньчаки (Манчаки), Матковські (Матківські), Мацулевичі, Мединські, Микульські, Молитовські, Морковські, Мостишевські (Мосцішевські), Мшанецькі
Нагуйовські (Нагуївські), Нанівські, Негребецькі, Недільські (Недзельські), Новаківські (Новаковські), Новоселецькі (Новоселицькі), Новосельські,
Обертинські, Опольські, Орловські, Ормовські, Ортинські, Павлики, Перегуди, Павликовські, Паславські, Пасхальські, Пишковичі, Підгурські, Підгорецькі, Підгородецькі, Підлісецькі, Підвисоцькі, Плошанські, Погорецькі, Погородецькі, Попелі, Пригродські, Прусиновські, Радзевичі, Райкевичі, Райці, Раставецькі, Рожнятовські, Розлуцькі, Рибницькі, Риботицькі, Рихлинські, Рихлицькі, Рубиновські, Рудницькі, Родкевичі (Ржоткевичі), Рясновські, Рясновецькі, Савчин, Сав'юки, Сарнівські (Сарновські), Саськи, Сасуличі, Свистельницькі, Селецькі, Семковичі, Середницькі, Серновські, Семигинівські, Семаші, Сірчинські, Скотницькі, Скульські, Смеречанські, Смольницькі, Смуки, Сови, Созанські, Сосинські (Сосінські), Станіславські, Сташкевичі, Стрийські, Стрільбицькі (Стрельбицькі), Струтинські, Ступницькі, Сулятицькі, Сваричевські, Сярчінські, Шандрівські (Шандровські), Шептицькі, Шпаківські (Шпаковські), Шумили (Шуміли), Шумлянські,
Тарновські, Тарновецькі, Татомири, Темеринські, Терлецькі, Терновські, Тершівські ,Тешковські, Тимовські, Тисаровські (Тиссаровські), Тисовські, Товарницькі, Токарські, Топольницькі (Топільницькі), Трояновські, Турецькі, Турчинські, Турянські (Тужанські), Тустановські, Туховські, Тушевичі, Уберницькі, Угринівські (Угриновські), Унятицькі, Урбанські, Уруські, Усаковські, Устияновські, Фалінські, Фуговські, Харевичі, Хехловські, Хирівські, Хлопіцькі, Ходковські, Хрустовські, Цемежинські, Цешковські, Цісовські, Чайки, Чайковські, Чапівські (Чапевські), Чарновські, Чарноти, Чолханські, Чоломські, Щомбровські, Юркевичі,
Яблонські, Янишевські, Ясенські, Ясінські, Яворські